# Jordynne Grace
Patricia Parker (ur. 5 marca 1996 w Austin) – amerykańska wrestlerka, walcząca pod pseudonimem Jordynne Grace. Od stycznia 2025 roku jest związana z WWE, gdzie występuje w marce NXT. W latach 2018–2025 związana była z amerykańską federacją Impact Wrestling, gdzie dwukrotnie zdobyła tytuł Impact Knockouts World Championship oraz jednokrotnie Impact Digital Media Championship i Impact Knockouts Tag Team Championship z Rachael Ellering. Karierę zawodniczą rozpoczęła w 2012, od tego czasu rywalizuje w wielu federacjach sceny niezależnej w Stanach Zjednoczonych, Kanadzie, Wielkiej Brytanii i Meksyku.

## Kariera wrestlerki

### Impact Wrestling (2018–2025)

#### Pierwsze rywalizacje (2018–2020)
W debiutanckim pojedynku, rozegranym 8 listopada 2018, Jordynne Grace pokonała Katarinę. W walce rewanżowej zwyciężyła rywalkę 29 listopada, po czym 13 grudnia wygrała z jej sojuszniczką, Ruby Raze. Na początku stycznia 2019 Grace wsparła Kierę Hogan w odparciu ataku ze strony Dark Allie i Su Yung. Protagonistki uległy przeciwniczkom w Tag Team matchu na Impact Wrestling Homecoming (6 stycznia), jednak na przełomie stycznia i lutego Grace i Hogan udało się kilkukrotnie wygrać z Yung i Allie dzięki pomocy Rosemary. Trzy zawodniczki pokonały 8 marca rywalki w Dark War matchu, wkrótce zaś Grace wycofała się z tej rywalizacji, w coraz większym stopniu przyjmującą charakter paranormalny, i skupiła się na zdobyciu Impact Knockouts Championship.
Jordynne Grace pokonała 15 marca Tessę Blanchard, uzyskując szansę walki z Tayą Valkyrie o mistrzostwo kobiet. Pojedynek, rozegrany 29 marca, wygrała Grace, jednak w wyniku wyliczenia rywalki, która opuściła ring po zasygnalizowaniu odniesienia kontuzji, nie zdobyła tytułu mistrzowskiego. Tydzień później Grace została zapowiedziana jako rywalka  Valkyrie na Impact Wrestling Rebellion (28 kwietnia), zwyciężywszy Madison Rayne. Po meczu stała się celem ataku ze strony mistrzyni i Johnny’ego Impacta, dopóki z napastnikami nie rozprawił się Brian Cage. W ten sposób została wplątana w rywalizację Cage’a z Johnnym Impactem i jego żoną. 19 kwietnia Grace rozproszyła uwagę Valkyrie w Non Title matchu, doprowadzając do jej porażki z Madison Rayne. Na Rebellion wrestlerka musiała uznać wyższość mistrzyni.
W czerwcu Grace rozpoczęła spór z Kierą Hogan, która przeszła heel turn w efekcie odrzucenia jej pomocy i opuszczenia jej przez „Thicc Mamę Pump” i Rosemary. 7 czerwca Grace pokonała przeciwniczkę, natomiast tydzień później uległa Madison Rayne po interwencji Hogan. Próby Grace w powstrzymaniu nieuczciwym zagrań Hogan w jej meczu z Rayne, rozegranym 5 lipca, nie powiodły się. W pre-show Slammiversary XVII (7 lipca) Grace pokonała obie zawodniczki, po meczu zaś stała się celem ataku z ich strony. 27 lipca Grace zwyciężyła Hogan po niefortunnej pomocy Rayne czarnoskórej sojuszniczce. W odcinku Impactu! z 29 października Jordynne Grace, Rosemary i Alexia Nicole pokonały mistrzynię Knockoutek - Tayę Valkyrie, Madison Rayne i Kierę Hogan w Six Knockouts Tag Team matchu. Zwycięstwo drużynie dała Grace, która przypięła Valkyrie. Trzy tygodnie później „Thicc Mama Pump” zwyciężyła mistrzynię i jej podopiecznego, Johna E. Bravo, w 2-on-1 Handicap matchu. Federacja ogłosiła 4 grudnia, że obie zawodniczki zmierzą się o Impact Knockouts Championship na Hard to Kill (12 stycznia 2020). Dwa dni później Impact Wrestling ogłosił, że trzecią uczestniczką pojedynku została ODB, która 3 grudnia, po interwencji Grace, odniosła zwycięstwo nad Valkyrie. Miesiąc później ODB, Jordynne Grace i Tenille Dashwood wygrały z Tayą Valkyrie, Madison Rayne i Kierą Hogan. Ostatecznie mistrzynię przypięła ODB, która uniemożliwiła to Grace, wyrzucając ją z ringu. Po meczu obie pretendentki nie kryły między sobą niechęci. Na Hard to Kill Valkyrie pokonała obie rywalki. 

#### Panowania mistrzowskie (2020)
Grace zmierzyła się ponownie z mistrzynią 11 lutego, zdobywając Impact Knockouts Championship. Grace rozpoczęła panowanie mistrzowskie od pokonania Havok na Sacrifice (22 lutego), po czym ogłosiła otwarte wyzwanie dla każdej zawodniczki, kładąc na szali tytuł mistrzowski. Zwyciężyła dwie pretendentki, będące pod opieką Madison Rayne – Mirandę Alize w odcinku Impactu! z 25 lutego i Lacey Ryan dwa tygodnie później. Po dłuższej przerwie związanej z pandemią Covid-19, Grace utrzymała tytuł mistrzowski po zwycięstwie nad Tayą Valkyrie w spotkaniu rozegranym 9 czerwca. Po meczu Deonna Purrazzo chciała pogratulować jej wygranej, jednak niespodziewanie zaatakowała ją za pomocą swojej charakterystycznej akcji submissionowej, Fujiwara armbar. W kolejnych tygodniach rywalki atakowały się nawzajem, po czym stoczyły pojedynek na Slammiversary (18 lipca), gdzie Purrazzo pokonała Grace i została nową Impact Knockouts Championką. W drugiej części gali Emergence (25 sierpnia) Grace przegrała walkę rewanżową o tytuł mistrzowski w pierwszym w historii federacji kobiecym trzydziestominutowym Iron Man matchu.
Jordynne Grace rozpoczęła spór z Tenille Dashwood 1 września, gdy ta przerwała jej wymianę zdań z Deonną Purrazzo i uznała się pretendentką do tytułu mistrzowskiego, mimo że powróciła po dłuższej nieobecności. Grace przegrała pierwszy mecz, rozegrany 22 września, następnie na Victory Road (3 października) pokonała przeciwniczkę. W odcinku Impactu! z 6 października odpowiedziała na otwarte wyzwanie, Impact X Division Championa, Rohita Raju. Wygrała spotkanie, lecz oponent zmienił zasady tuż po meczu, ogłaszając że w walce pas mistrzowski nie był na szali. Na Bound for Glory (24 października) wzięła udział w Six Way Intergender Scramble matchu, w którym Raju obronił Impact X Division Champion; innymi uczestnikami starcia byli Chris Bey, TJP, Willie Mack i Trey Miguel.
Gdy Impact Wrestling ogłosił turniej o przywrócone Impact Knockouts Tag Team Championship, Jordynne Grace poszukiwała partnerki drużynowej. Po nieudanej współpracy z Alishą, później zaś z Tenille Dashwood, nawiązała sojusz z debiutującą w federacji Jazz. W pierwszej rundzie zawodów pokonały Killer Kelly i Renee Michelle, ale przegrały z Havok i Nevaeh w drugiej rundzie 5 stycznia 2021 roku w odcinku Impact!. Ich przegrana doprowadziła do walki na Genesis, gdzie Grace pokonała Jazz. 23 lutego na odcinku Impact! Grace i Jazz pokonały Kimber Lee i Susan, stając się pretendentkami numer jeden do mistrzostw Knockouts Tag Team Championship, który w posiadaniu były Fire 'N Flava (Kiera Hogan i Tasha Steelz). Obie drużyny walczyły na Sacrifice, gdzie Grace i Jazz nie zdobyły tytułów tag team.

## Mistrzostwa i osiągnięcia
- Battle Club Pro
  - BCP ICONS Championship (1x)[52]
- Black Label Pro
  - BLP Heavyweight Championship (1x)
- Impact Wrestling
  - Impact Digital Media Championship (1x)[52]
  - Impact Knockouts World Championship (2x)[53]
  - Impact Knockouts Tag Team Championship (1x) – z Rachael Ellering
  - Pierwsza zdobywczyni Triple Crown[54]
  - IMPACT Year End Awards
    - Knockouts Tag Team of the Year (2021) – z Rachael Ellering[55]
- Lancaster Championship Wrestling
  - LCW Vixen Championship (1x)[52]
- NOVA Pro Wrestling
  - Women’s Commonwealth Cup 2018[56]
- Progress Wrestling
  - Progress World Women’s Championship (1x)[52]
  - Revelations of Divine Love Tournament (2019)
- Pro Wrestling Illustrated
  - PWI umieściło ją na 26. miejscu rankingu wrestlerek PWI Top 100 w 2019[57]
- Pro Wrestling Magic
  - PWM Women's Championship (1x)[52]
- Sports Illustrated
  - Sports Illustrated umieściło ją na 9. miejscu rankingu Top 10 Women’s Wrestler of the Year (2019)[58]
- Universal Independent Wrestling
  - LOUIS Ladies Tag Team Championships (1x) – z Niną Monet
- Women Superstars Uncensored
  - WSU Spirit Championship (1x)[52]
- Women’s Wrestling Revolution
  - Tournament For Tomorrow (2017)[56]
- World Series Wrestling
  - WSW Women’s Championship (1x)[59]
- Zelo Pro Wrestling
  - Zelo Pro Women’s Championship (1x)